# Cheated Hearts (film)
Cheated Hearts er en amerikansk stumfilm fra 1921 af Hobart Henley.

## Medvirkende
- Herbert Rawlinson som Barry Gordon
- Warner Baxter som Tom Gordon
- Marjorie Daw som Muriel Bekkman
- Doris Pawn som Kitty Van Ness
- Winter Hall som Nathanial Beekman
- Josef Swickard som Fairfax Gordon
- Murdock MacQuarrie som Ibrahim
- Boris Karloff som Nei Hamid
- Anna Lehr som Naomi
- Al MacQuarrie som Hassam
- Hector Sarno som Achmet